# Liam Whelan
William Augustine Whelan, mais conhecido como Liam Whelan ou Billy Whelan (Dublin, 1 de abril de 1935 –– Munique, 6 de fevereiro de 1958), foi um futebolista irlandês que atuava como atacante. Whelan foi um dos oito jogadores que faleceram em virtude do desastre aéreo de Munique.
Whelan iniciou sua carreira atuando nas categorias de base do tradicional Home Farm, clube local de seu país. E foi atuando pelo clube que seu desempenho chamou a atenção do olheiro à época do Manchester United, Billy Behan, que o recomendou ao então treinador do clube, Matt Busby, dizendo que havia encontrado uma jóia rara. Whelan assinou então, em 1 de maio de 1953 seu primeiro contrato com o clube inglês. Sua trajetória no clube, no entanto, se iniciou nas categorias juvenis. Seu desempenho nas categorias, juntamente com o de outros jovens atletas, que mais tarde seriam conhecidos como os Busby Babes, renderam ao clube três títulos consecutivos da tradicional FA Youth Cup. Sua estreia na equipe principal ocorreu em 26 de março de 1955, contra o Preston North End, que terminou derrotado por 2 x 0. O primeiro gol não tardaria, acontecendo na partida seguinte, contra o Sheffield United, onde Liam marcou o segundo na vitória por 5 x 0. Essa partida também foi a primeira disputada por Liam no Old Trafford.
A primeira temporada completa de Whelan pela equipe, a de 1955/56, terminou com a conquista de seu primeiro título inglês. Billy, apesar de ter terminado o restante da anterior antuando com certa regularidade, particiou de apenas catorze partidas, anotando quatro tentos. Na segunda, no entanto, que terminou com o bicampeonato, Whelan "estorou", sendo responsável por 26 gols no campeonato, um quarto dos gols marcandos pelo Manchester. Nessa mesma temporada marcou seu primeiro hat-trick (três gols), contra o Burnley. A partida terminou 3 x 1. A temporada seguinte, sua última, começaria de forma sensacional, marcando outro hat-trick, desta vez contra o Leicester City, e mais oito vezes nas partidas seguintes. Apesar disso, perdeu seu lugar na equipe para Bobby Charlton, tendo disputado sua última partida em 14 de dezembro de 1957.
Mesmo não participando das últimas partidas, Whelan viajava com o elenco para a disputa das mesma, incluindo uma disputada na extinta Iugoslávia, que acabaria sendo fatal para o jovem atleta. Voltando para casa de Belgrado, após assegurar a classificação para as semifinais da Copa dos Campeões, contra o Estrela Vermelha, após empate em 3 x 3, o avião que o transportava, além de seus companheiros e outros passageiros, caiu ao decolar após uma parada para reabastecimento em Munique, Alemanha. Whelan, assim como outros sete companheiros, morreram em virtude do desastre. Ao todo, durante seu período atuando pelo clube, marcou 52 vezes nas 98 partidas que disputou.